# 서울 천개사 대혜보각선사서
대혜보각선사서(大慧普覺禪師書)는 서울특별시 서초구 원지동, 천개사에 있는 불서이다. 2016년 12월 8일 서울특별시의 유형문화재 제398호로 지정되었다.

## 개요
『대혜보각선사서』는 송나라 임제종 승려인 대혜(大慧) 종고(宗杲, 1089~1163)의 편지 글들을 혜연(慧然)이 모으고, 황문창(黃文昌)이 거듭 엮은 것이다. 종고 선사는 호가 대혜(大慧)‚ 시호는 보각(普覺)으로 간화선을 집대성한 인물이다.
이 책은 선법에 대해 당대의 명사 42인에게 보낸 편지 62통으로 구성되어 있다. 『대혜어록(大慧語錄)』 30권 중에서 25-30권에 해당되며, 줄여서 『대혜서』, 『대혜서장』, 『서장』 등으로도 일컫는다.
처음 『대혜보각선사서』는 송나라 건도(乾道) 2년(1166) 8월에 칙명으로 경산(徑山)의 묘희암(妙喜菴)에서 간행되었다. 이후 이 판본은 지눌(知訥, 1158~1210)이 활동하던 1200년경에 국내에 전래되었고, 이를 바탕으로 18세기까지 줄곧 여러 사찰에서 간행하였다. 현재 간기가 확인되는 것으로는 약 30종이 있다. 천개사 소장의 이 판본은 10행 18자본으로 모두 109장이다. 이 계통본은 임진왜란 이전에 판각되어 17세기 중기까지 사용된 것으로 파악되고 있다.
이 판본은 새긴지 얼마 지나지 않아 찍은 후인본(後印本)으로 추정되며, 앞의 몇 장은 일부 가필이 있다. 그런데 제77-94장은 세로길이가 짧은 책지의 윗부분을 이어 붙여 다른 장과 길이를 맞추어 사용한 것을 볼 수 있다. 또한 전장(全張)에는 구결이 있어서 학습용이었을 것으로 추정된다.

## 같이 보기
- 대혜보각선사서

## 참고 자료
- 대혜보각선사서 - 국가유산청 국가유산포털